# 피에르 드 베륄

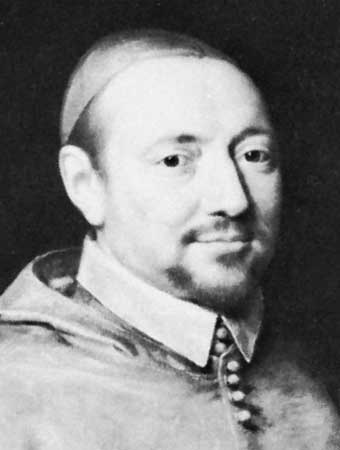
피에르 드 베륄

피에르 드 베륄(프랑스어: Pierre de Bérulle, 1575년 1월 4일 - 1629년 10월 2일)은 프랑스 가톨릭교회의 추기경이자 정치인이다. 17세기 프랑스의 대표적인 영성가 가운데 한 사람으로서 프랑스 영성학교의 창립자이다. 성 빈첸시오 아 바오로, 성 프란치스도 드 살과도 친분이 있는 관계였다.

## 일대기
피에르 드 베륄은 프랑스 왕국 트루아 태생으로 파리 고등 법원의 저명한 치안 판사 가정에서 태어났다. 클레몽과 소르본 대학교에서 예수회의 가르침을 받은 그는 1599년 사제 서품을 받았다. 가톨릭 사제가 된 후 그는 위그노 신자인 필리프 드 모르네와의 논쟁에서 자크 다비 두페롱 추기경을 도와 많은 이를 가톨릭교회로 회심시켰다. 프로테스탄트에 맞선 가톨릭 개혁의 대들보였던 베륄은 1611년 파리에서 프랑스 오라토리오회를 창립하였으며, 그의 욱일승천을 시샘한 수도회 수도사들의 반대를 무릅쓰고 프랑스에 가르멜회 수녀들을 들어올 수 있도록 하였다.
베륄은 정치 분야에 있어서도 탁월한 역량을 드러냈다. 그는 앙리 4세가 가톨릭 신자가 된 후부터 그의 고해성사를 들어주는 고해 신부가 되었으며, 왕이 이에 대한 보답으로 주교가 될 수 있게 편의를 봐 주겠다고 말했으나 그는 몇 번이나 물리쳤다. 베륄은 프랑스의 헨리에타 마리아와 찰스 1세의 혼인성사를 위해 필요한 교황청의 특별 관면을 받아냈으며, 잉글랜드에 머무는 첫 해 동안 헨리에타 마리아의 지도신부로 봉사하였다. 1626년 베륄은 스페인에 프랑스 대사로 파견되어 양국 간에 우호적인 몬손 조약이 성공적으로 체결되도록 이끌었지만, 그의 적대관계였던 리슐리외는 이에 대해 이의를 제기하였다. 루이 13세와 그의 모후인 마리 드 메디시스가 화해한 후, 루이 13세의 고문관으로 임명되었다. 하지만 리슐리외가 반대했던 친합스부르크적인 정책을 펼친 결과 공직을 사임해야 했다. 그는 1627년 8월 30일 교황 우르바노 8세에 의해 추기경으로 서임되었으나, 추기경의 의복인 붉은 모자는 받아들이지 않았다.